# 1980年全豪オープン
1980年 全豪オープン（1980ねんぜんごうオープン、Australian Open 1980）は、オーストラリア・メルボルン市内にある「クーヨン・テニスクラブ」にて、1980年11月24日から30日まで開催された。

## 大会の流れ
- 大会会場はメルボルン市内にある「クーヨン・テニスクラブ」の芝生コートで開催。
- 男子シングルスは「64名」の選手による6回戦制で行われた。女子シングルスは「56名」の選手による6回戦制で行われ、8名のシード選手に「1回戦不戦勝」（抽選表では“Bye”と表示）があった。女子のシード選手は、この年まで8名であった。
- 混合ダブルスは、1970年から1985年まで競技の実施が中止されていた。したがって、記事中の「決勝戦の結果」に混合ダブルスはなく、4部門のみの記載になる。

## シード選手

### 男子シングルス
1. ギレルモ・ビラス （ベスト4）
2. イワン・レンドル （2回戦）
3. ホセ・ルイス・クラーク （2回戦）
4. ビタス・ゲルレイティス （1回戦）
5. ブライアン・ゴットフリート （3回戦）
6. ジョン・サドリ （ベスト8）
7. ビクトル・アマヤ （3回戦）
8. ブライアン・ティーチャー （初優勝）
9. ヤニック・ノア （1回戦）
10. ビル・スカンロン （ベスト8）
11. ビクトル・ペッチ （2回戦）
12. ポール・マクナミー （ベスト8）
13. ピーター・フレミング （1回戦）
14. キム・ウォーウィック （準優勝）
15. ピーター・マクナマラ （ベスト4）
16. フィル・デント （3回戦）

### 女子シングルス
1. マルチナ・ナブラチロワ （ベスト4）
2. イボンヌ・コーリー （2回戦＝初戦）
3. ハナ・マンドリコワ （初優勝）
4. ウェンディ・ターンブル （準優勝）
5. グリア・スティーブンス （ベスト8）
6. バージニア・ルジッチ （ベスト8）
7. パム・シュライバー （ベスト8）
8. シルビア・ハニカ （3回戦）

## 大会経過

### 男子シングルス
準々決勝
- ギレルモ・ビラス vs.  ジョン・サドリ 7-5, 6-4, 2-6, 4-6, 6-3
- キム・ウォーウィック vs.  ビル・スカンロン 6-4, 6-2, 4-6, 6-1
- ブライアン・ティーチャー vs.  ポール・マクナミー 6-4, 4-6, 6-0, 7-6
- ピーター・マクナマラ vs.  ピーター・レナート 7-6, 5-7, 6-2, 6-7, 6-3

準決勝
- キム・ウォーウィック vs.  ギレルモ・ビラス 6-7, 6-4, 6-2, 2-6, 6-4
- ブライアン・ティーチャー vs.  ピーター・マクナマラ 6-7, 7-5, 6-3, 6-4

### 女子シングルス
準々決勝
- マルチナ・ナブラチロワ vs.  グリア・スティーブンス 4-6, 6-1, 7-6
- ウェンディ・ターンブル vs.  パム・シュライバー 3-6, 6-3, 6-2
- ハナ・マンドリコワ vs.  バージニア・ルジッチ 6-1, 3-6, 6-4
- ミマ・ヤウソベッツ vs.  キャンディ・レイノルズ 4-6, 6-3, 6-3

準決勝
- ウェンディ・ターンブル vs.  マルチナ・ナブラチロワ 6-4, 7-5
- ハナ・マンドリコワ vs.  ミマ・ヤウソベッツ 6-4, 6-1

## 決勝戦の結果
- 男子シングルス： ブライアン・ティーチャー vs.  キム・ウォーウィック 7-5, 7-6, 6-2
- 女子シングルス： ハナ・マンドリコワ vs.  ウェンディ・ターンブル 6-0, 7-5
- 男子ダブルス： マーク・エドモンドソン& キム・ウォーウィック vs.  ピーター・マクナマラ& ポール・マクナミー 7-5, 6-4
- 女子ダブルス： マルチナ・ナブラチロワ& ベッツィ・ナゲルセン vs.  アン清村& キャンディ・レイノルズ 6-4, 6-4